# Ferrara Fire Apparatus
Pour les articles homonymes, voir Ferrara.

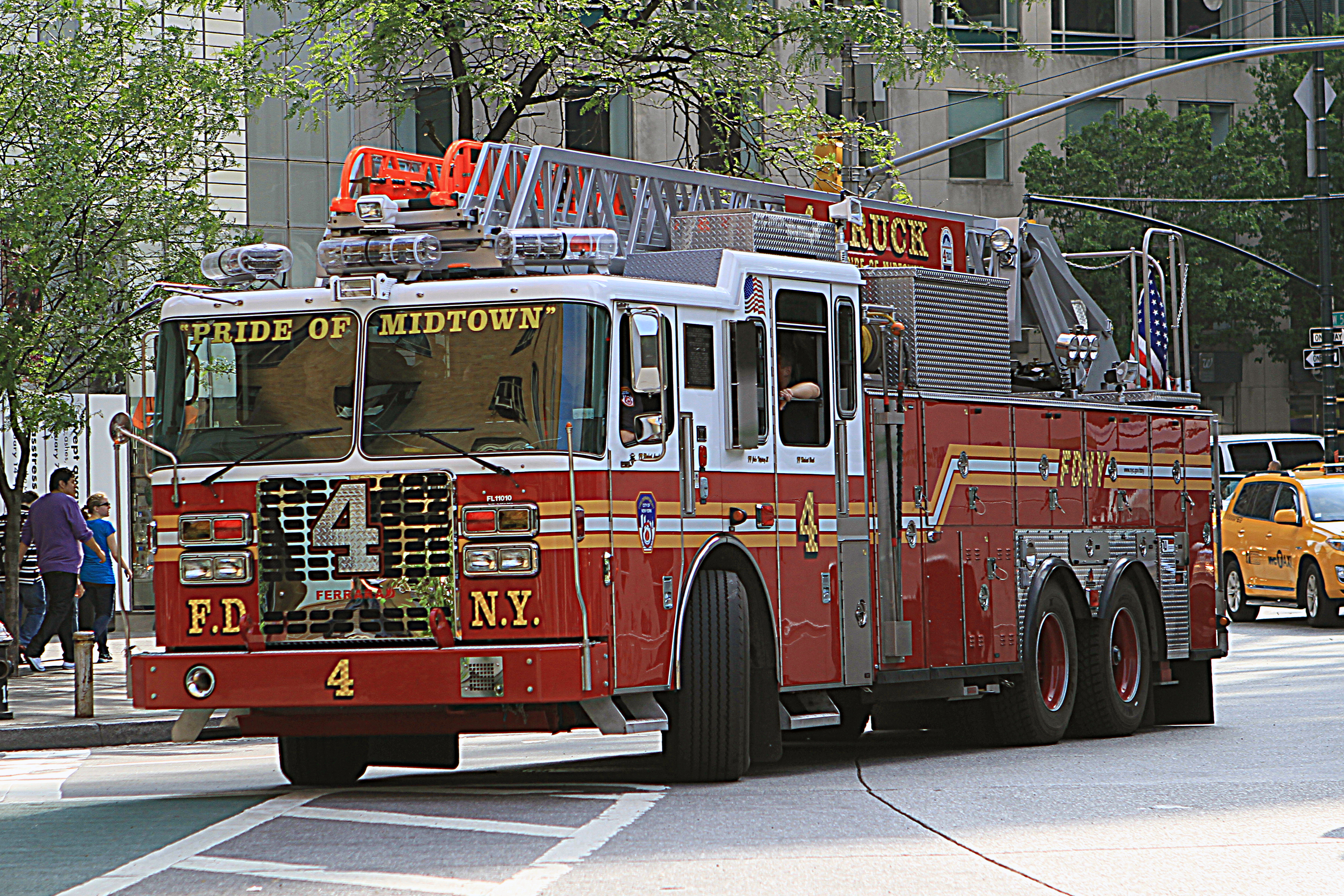
Fourgon d'incendie Ferrara Fire Apparatus de New York.

Ferrara Fire Apparatus est une entreprise américaine de véhicules de lutte contre l'incendie basée à Holden en Louisiane.